# Tony Roche
Anthony „Tony“ Dalton Roche (* 17. května 1945 Wagga Wagga, Nový Jižní Wales) je australský tenisový trenér a bývalý profesionální tenista, který aktivní sportovní dráhu ukončil v roce 1979. Ve své kariéře vyhrál dvacet šest turnajů ve dvouhře, z toho devět v rámci otevřené éry, během níž také získal osmnáct titulů ve čtyřhře.
Představuje nejmladšího člena z generace „velkých“ Australanů, který vynikal útočným stylem hry s kvalitním bekhendovým volejem.
Na žebříčku ATP byl ve dvouhře nejvýše klasifikován v listopadu 1975 na 8. místě a ve čtyřhře pak v srpnu 1977 na 12. místě. Před zavedením světové klasifikace byl jako amatér ve dvouhře hodnocen nejlépe v sezóně 1969, kdy mu patřila 2. příčka (Lance Tingay) a roku 1965 figuroval ve čtyřhře na 1. příčce.
Na nejvyšší grandslamové úrovni vyhrál dvouhru antukového Roland Garros 1966 a po boku Newcomba získal jedenáct z dvanácti titulů v mužském deblu. Navíc dosáhl na dvě trofeje ve smíšené čtyřhře, a to na Australian Championships 1966 a ve Wimbledonu 1976.
V australském daviscupovém týmu debutoval v roce 1964 montréalským čtvrtfinále Americké zóny proti Kanadě, v němž dopomohl k výsledku 5:0 výhrami ve čtvrté dvouhře a spolu s Emersonem i ve čtyřhře. V soutěži nastoupil ke dvanácti mezistátním utkáním s bilancí 7–3 ve dvouhře a 7–2 ve čtyřhře. S australským družstvem získal Davis Cup v letech 1965, 1966, 1967 a 1977, když vždy nastoupil do světového finále. V závěru září 1975 odehrál na Štvanici mezipásmové semifinále proti Československu. V páteční dvouhře nestačil na Hřebce po pětisetovém průběhu 6–3, 6–4, 1–6, 3–6, 3–6 a v neděli podlehl Kodešovi 3–6, 1–6 a 4–6. Australané tak vypadli 1:3 na zápasy a Československo poprvé v historii postoupilo do světového finále.
V roce 1986 byl se svým deblovým spoluhráčem Johnem Newcombem přijat do Mezinárodní tenisové síně slávy.

## Tenisová kariéra
Tenis začal hrát ve škole v devíti letech. Otec byl řezník. Matka provozovala tenis rekreačně a podporovala syna v jeho zájmu. Roche později trénoval pod vedením daviscupového kapitána Harryho Hopmana, který také připravoval další krajany Roda Lavera a Kena Rosewalla.
Levoruký Australan dosáhl na jediný grandslamový titul z dvouhry, když vyhrál French Championships 1966 na antukových dvorcích Roland Garros. Ve finále si poradil s Maďarem Istvánem Gulyásim. Z dalších pěti přímých bojů o titul odešel jako poražený finalista. Jednalo se o French Championships 1965 a 1967, kde prohrál s Fredem Stollem, respektive s Royem Emersonem. Ve Wimbledonu 1968 nestačil na dalšího krajana Roda Lavera a konečně na US Open 1969 a 1970, jej v prvním případě zdolal Rod Laver a ve druhém pak Ken Rosewall.
Spolu s australským hráčem Johnem Newcombem nastupovali jako stabilní spoluhráči do soutěží čtyřher. Na Grand Slamu dokázali vybojovat jedenáct titulů, z čtyřikrát triumfovali na Australian Open a pětkrát ve Wimbledonu. Poslední dvanáctou trofej vyhrál s Arthurem Ashem na travnatém Australian Open 1977 hraném v lednu.
Mezi lety 1966–1970 patřil do první světové pětky. Následné poranění lokte a opakované operace významně utlumily další tři roky jeho kariéru. V lednu 1968 se stal profesionálem, když podepsal smlouvu na účast v okruhu World Championship Tennis. Společně s dalšími hráči, jakými byli Cliff Drysdale, Nikola Pilić a Roger Taylor, vytvořili skupinu přezdívanou „Handsome Eight“.
Ve finále Davis Cupu 1977 proti Itálii nastoupil vedle čtyřhry poprvé i do dvouhry, když ve třech předcházejících finále Australanů, odehrál pouze sobotní debl. V nedělním singlu porazil Adriana Panattu 6–3, 6–4, 6–4 a pro tým získal rozhodující třetí bod. Po výsledku 3–1 na zápasy tak slavil čtvrtou daviscupovou trofej.
Dlouhodobé zdravotní problémy s ramenem a loktem ukončili jeho aktivní kariéru poté, co šest let za sebou patřil v konečném žebříčku do první desítky.

## Trenérská kariéra
Stále v průběhu aktivní kariéry koučoval družstvo Denver Racquets, které vyhrálo inaugurační ročník americké tenisové ligy World Team Tennis 1974.
Po skončení aktivní dráhy spolupracoval s Čechoameričanem Ivanem Lendlem. Pomáhal mu především s volejovou technikou. Lendl chtěl zkompletovat kariérní grandslam a vyhrát Wimbledon. Roche byl znám jako kvalitní hráč na trávě s výbornými voleji. Mezi lety 1997–2002 vedl Australana Patricka Raftera, jenž se pod jeho vedením v roce 1999 stal světovou jedničkou, vyhrál US Open 1997 a 1998, stejně tak si dvakrát zahrál finále Wimbledonu.
Na začátku sezóny 2005 navázal spolupráci na částečný úvazek se světovou jedničkou Rogerem Federerem ze Švýcarska. Jednalo se o vzájemnou gentlemanskou dohodu podáním ruky. Roche byl vyplácen v týdenních intervalech. Švýcar jej najal z opačných důvodů než Lendl, aby zdokonalil svou hru na antuce. Spolupráci ukončili k 12. květnu 2007. Poté se snažil nastartovat „zašlou“ kariéru bývalé světové jedničky Lleytona Hewitta.
Naturalizovaná Australanka Jelena Dokićová si v den utkání prvního kola na Australian Open 2010 proti Alise Klejbanovové vyžádala od Roche předzápasový hodinový trénink. Duel poté prohrála ve dvou setech.
Mimo jiné také připravoval na sydneyských dvorcích Olympijského parku australské juniory na jejich profesionální kariéru.

## Finálové účasti na Grand Slamu

### Mužská dvouhra: 6 (1–5)
| Stav      | Rok  | Turnaj               | Povrch | Soupeř ve finále | Výsledek           |
| --------- | ---- | -------------------- | ------ | ---------------- | ------------------ |
| Finalista | 1965 | French Championships | antuka | Fred Stolle      | 6–3, 0–6, 2–6, 3–6 |
| Vítěz     | 1966 | French Championships | antuka | István Gulyás    | 6–1, 6–4, 7–5      |
| Finalista | 1967 | French Championships | antuka | Roy Emerson      | 1–6, 4–6, 6–2, 2–6 |
| Finalista | 1968 | Wimbledon            | tráva  | Rod Laver        | 3–6, 4–6, 2–6      |
| Finalista | 1969 | US Open              | tráva  | Rod Laver        | 9–7, 1–6, 2–6, 2–6 |
| Finalista | 1970 | US Open              | tráva  | Ken Rosewall     | 6–2, 4–6, 6–7, 3–6 |

### Mužská čtyřhra: 15 (13–2)
| Stav      | Rok  | Turnaj                       | Povrch | Spoluhráč     | Soupeři ve finále                | Výsledek                    |
| --------- | ---- | ---------------------------- | ------ | ------------- | -------------------------------- | --------------------------- |
| Finalista | 1964 | French Championships         | antuka | John Newcombe | Roy Emerson Ken Fletcher         | 5–7, 3–6, 6–3, 5–7          |
| Vítěz     | 1965 | Australian Championships     | tráva  | John Newcombe | Roy Emerson Fred Stolle          | 3–6, 4–6, 13–11, 6–3, 6–4   |
| Vítěz     | 1965 | Wimbledon                    | tráva  | John Newcombe | Ken Fletcher Bob Hewitt          | 7–5, 6–3, 6–4               |
| Finalista | 1966 | Australian Championships (2) | tráva  | John Newcombe | Roy Emerson Fred Stolle          | 9–7, 3–6, 8–6, 12–14, 10–12 |
| Vítěz     | 1967 | Australian Championships (2) | tráva  | John Newcombe | Bill Bowrey Owen Davidson        | 3–6, 6–3, 7–5, 6–8, 8–6     |
| Vítěz     | 1967 | French Championships         | antuka | John Newcombe | Roy Emerson Ken Fletcher         | 6–3, 9–7, 12–10             |
| Vítěz     | 1967 | US Championships             | tráva  | John Newcombe | Bill Bowrey Owen Davidson        | 6–8, 9–7, 6–3, 6–3          |
| Vítěz     | 1968 | Wimbledon (2)                | tráva  | John Newcombe | Ken Fletcher Ken Rosewall        | 3–6, 8–6, 5–7, 14–12, 6–3   |
| Vítěz     | 1969 | French Open (2)              | antuka | John Newcombe | Roy Emerson Rod Laver            | 4–6, 6–1, 3–6, 6–4, 6–4     |
| Vítěz     | 1969 | Wimbledon (3)                | tráva  | John Newcombe | Tom Okker Marty Riessen          | 7–5, 11–9, 6–3              |
| Vítěz     | 1970 | Wimbledon (4)                | tráva  | John Newcombe | Ken Rosewall Fred Stolle         | 10–8, 6–3, 6–1              |
| Vítěz     | 1971 | Australian Open (3)          | tráva  | John Newcombe | Tom Okker Marty Riessen          | 6–2, 7–6                    |
| Vítěz     | 1974 | Wimbledon (5)                | tráva  | John Newcombe | Robert Lutz Stan Smith           | 8–6, 6–4, 6–4               |
| Vítěz     | 1976 | Australian Open (4)          | tráva  | John Newcombe | Ross Case Geoff Masters          | 7–6, 6–4                    |
| Vítěz     | 1977 | Australian Open (leden) (5)  | tráva  | Arthur Ashe   | Charlie Pasarell Erik Van Dillen | 6–4, 6–4                    |

### Smíšená čtyřhra: 5 (2–3)
| Stav      | Rok  | Turnaj                   | Povrch | Spoluhráčka       | Soupeři ve finále                | Výsledek      |
| --------- | ---- | ------------------------ | ------ | ----------------- | -------------------------------- | ------------- |
| Finalista | 1965 | Wimbledon                | tráva  | Judy Tegartová    | Margaret Smithová Ken Fletcher   | 10–12, 3–6    |
| Vítěz     | 1966 | Australian Championships | tráva  | Judy Tegartová    | Robyn Ebbernová William Bowrey   | 6–1, 6–3      |
| Finalista | 1967 | Australian Championships | tráva  | Judy Tegartová    | Lesley Turnerová Owen Davidson   | 7–9, 4–6      |
| Finalista | 1969 | Wimbledon (2)            | tráva  | Judy Tegartová    | Ann Haydonová Fred Stolle        | 2–6, 3–6      |
| Vítěz     | 1976 | Wimbledon                | tráva  | Françoise Dürrová | Rosemary Casalsová Dick Stockton | 6–3, 2–6, 7–5 |

## Finálové účasti na turnajích otevřené éry

### Dvouhra: 20 (9–11)
| Stav      | Č.  | Rok  | Turnaj                            | Povrch  | Soupeř ve finále | Výsledek                |
| --------- | --- | ---- | --------------------------------- | ------- | ---------------- | ----------------------- |
| Finalista | 1.  | 1968 | Wimbledon, Londýn, V. Británie    | tráva   | Rod Laver        | 3–6, 4–6, 2–6           |
| Finalista | 2.  | 1969 | Hobart, Austrálie                 | tráva   | Fred Stolle      | 3–6, 6–0, 4–6, 1–6      |
| Vítěz     | 1.  | 1969 | Sydney, Austrálie                 | tráva   | Rod Laver        | 6–4, 4–6, 9–7, 12–10    |
| Vítěz     | 2.  | 1969 | Auckland, Nový Zéland             | tráva   | Rod Laver        | 6–1, 6–4, 4–6, 6–3      |
| Finalista | 3.  | 1969 | Philadelphia WCT, USA             | koberec | Rod Laver        | 5–7, 4–6, 4–6           |
| Finalista | 4.  | 1969 | Řím, Itálie                       | antuka  | John Newcombe    | 3–6, 6–4, 2–6, 7–5, 3–6 |
| Vítěz     | 3.  | 1969 | Hamburk, Německo                  | antuka  | Tom Okker        | 6–1, 5–7, 8–6, 7–5      |
| Finalista | 5.  | 1969 | US Open, New York, USA            | tráva   | Rod Laver        | 9–7, 1–6, 2–6, 2–6      |
| Finalista | 6.  | 1969 | Wembley, Londýn, V. Británie      | ???     | Rod Laver        | 4–6, 1–6, 3–6           |
| Finalista | 7.  | 1970 | Filadelfie, WCT, USA              | koberec | Rod Laver        | 3–6, 6–8, 2–6           |
| Vítěz     | 4.  | 1970 | Gstaad, Švýcarsko                 | antuka  | Tom Okker        | 7–5, 7–5, 6–3           |
| Vítěz     | 5.  | 1970 | Boston, USA                       | tvrdý   | Rod Laver        | 3–6, 6–4, 1–6, 6–2, 6–2 |
| Finalista | 8.  | 1970 | US Open, New York, USA            | tráva   | Ken Rosewall     | 6–2, 4–6, 6–7, 3–6      |
| Vítěz     | 6.  | 1972 | Washington, D.C., WCT, USA        | antuka  | Marty Riessen    | 3–6, 7–6, 6–4           |
| Finalista | 9.  | 1974 | Bombaj, Indie                     | antuka  | Onny Parun       | 3–6, 3–6, 6–7           |
| Finalista | 10. | 1975 | Nottingham, V. Británie           | tráva   | Tom Okker        | 1–6, 6–3, 3–6           |
| Vítěz     | 7.  | 1976 | Charlotte, WCT, USA               | koberec | Vitas Gerulaitis | 6–3, 3–6, 6–1           |
| Vítěz     | 8.  | 1976 | Sydney, Austrálie                 | tráva   | Dick Stockton    | 6–3, 3–6, 6–3, 6–4      |
| Finalista | 11. | 1977 | Brisbane, Austrálie               | tráva   | Vitas Gerulaitis | 7–6, 1–6, 1–6, 5–7      |
| Vítěz     | 9.  | 1978 | Queen's Club, Londýn, V. Británie | tráva   | John McEnroe     | 8–6, 9–7                |

### Čtyřhra: 31 (18–13)
| Stav      | Č.  | Rok  | Turnaj                                | Povrch    | Spoluhráč      | Soupeři ve finále                | Výsledek                  |
| --------- | --- | ---- | ------------------------------------- | --------- | -------------- | -------------------------------- | ------------------------- |
| Vítěz     | 1.  | 1968 | Wimbledon, Londýn, V. Británie        | tráva     | John Newcombe  | Ken Rosewall Fred Stolle         | 3–6, 8–6, 5–7, 14–12, 6–3 |
| Finalista | 1.  | 1968 | Hamburk, Německo                      | antuka    | John Newcombe  | Tom Okker Marty Riessen          | 4–6, 4–6, 5–7             |
| Finalista | 2.  | 1968 | Hobart, Austrálie                     | tráva     | Fred Stolle    | Mal Anderson Roger Taylor        | 5–7, 3–6, 6–4, 6–1, 4–6   |
| Finalista | 3.  | 1969 | Filadelfie, WCT, USA                  | koberec   | John Newcombe  | Tom Okker Marty Riessen          | 6–8, 4–6                  |
| Vítěz     | 2.  | 1969 | French Open, Paříž, Francie           | anruka    | John Newcombe  | Roy Emerson Rod Laver            | 4–6, 6–1, 3–6, 6–4, 6–4   |
| Vítěz     | 3.  | 1969 | Wimbledon, Londýn, V. Británie        | tráva     | John Newcombe  | Tom Okker Marty Riessen          | 7–5, 11–9, 6–3            |
| Vítěz     | 4.  | 1970 | Wimbledon, London                     | tráva     | John Newcombe  | Ken Rosewall Fred Stolle         | 10–8, 6–3, 6–1            |
| Vítěz     | 5.  | 1970 | Louisville, USA                       | tvrdý     | John Newcombe  | Roy Emerson Rod Laver            | 8–6, 5–7, 6–4             |
| Vítěz     | 6.  | 1971 | Australian Open, Melbourne, Austrálie | tráva     | John Newcombe  | Tom Okker Marty Riessen          | 6–2, 7–6                  |
| Vítěz     | 7.  | 1971 | Miami, WCT, USA                       | tvrdý     | John Newcombe  | Roy Emerson Rod Laver            | 7–6, 7–6                  |
| Finalista | 4.  | 1971 | Chicago, WCT, USA                     | koberec   | John Newcombe  | Tom Okker Marty Riessen          | 6–7, 6–4, 6–7             |
| Vítěz     | 8.  | 1971 | Řím, Itálie                           | antuka    | John Newcombe  | Andrés Gimeno Roger Taylor       | 6–4, 6–4                  |
| Vítěz     | 9.  | 1971 | Teherán, WCT, Írán                    | antuka    | John Newcombe  | Bob Carmichael Ray Ruffels       | 6–4, 6–7, 6–1             |
| Finalista | 5.  | 1972 | Richmond, WCT, USA                    | koberec   | John Newcombe  | Tom Okker Marty Riessen          | 6–7, 6–7                  |
| Finalista | 6.  | 1972 | Filadelfie, WCT, USA                  | koberec   | John Newcombe  | Arthur Ashe Robert Lutz          | 3–6, 7–6, 3–6             |
| Finalista | 7.  | 1972 | Charlotte, WCT, USA                   | antuka    | John Newcombe  | Tom Okker Marty Riessen          | 4–6, 6–4, 6–7             |
| Finalista | 8.  | 1972 | Las Vegas, WCT, USA                   | tvrdý     | John Newcombe  | Roy Emerson Rod Laver            | diskvalifikace            |
| Vítěz     | 10. | 1972 | St. Louis, WCT, USA                   | koberec   | John Newcombe  | John Alexander Phil Dent         | 7–6, 6–2                  |
| Finalista | 9.  | 1972 | Washington, D.C., WCT, USA            | antuka    | John Newcombe  | Tom Okker Marty Riessen          | 6–3, 3–6, 2–6             |
| Vítěz     | 11. | 1972 | Boston, WCT, USA                      | tvrdý     | John Newcombe  | Arthur Ashe Robert Lutz          | 6–3, 1–6, 7–6             |
| Vítěz     | 12. | 1974 | Toronto, WCT, Kanada                  | koberec   | Raúl Ramírez   | Tom Okker Marty Riessen          | 6–3, 2–6, 6–4             |
| Finalista | 10. | 1974 | Monte Carlo, WCT, Monako              | antuka    | Manuel Orantes | John Alexander Phil Dent         | 6–7, 6–4, 6–7, 3–6        |
| Vítěz     | 13. | 1974 | Wimbledon, Londýn, V. Británie        | tráva     | John Newcombe  | Robert Lutz Stan Smith           | 8–6, 6–4, 6–4             |
| Finalista | 11. | 1974 | Sydney, Austrálie                     | tvrdý (h) | John Newcombe  | Ross Case Geoff Masters          | 4–6, 4–6                  |
| Vítěz     | 14. | 1976 | Australian Open, Melbourne, Austrálie | tráva     | John Newcombe  | Ross Case Geoff Masters          | 7–6, 6–4                  |
| Vítěz     | 15. | 1976 | Charlotte, WCT, USA                   | koberec   | John Newcombe  | Vitas Gerulaitis Gene Mayer      | 6–3, 7–5                  |
| Vítěz     | 16. | 1977 | Australian Open, Melbourne, Austrálie | tráva     | Arthur Ashe    | Charlie Pasarell Erik Van Dillen | 6–4, 6–4                  |
| Finalista | 12. | 1977 | Richmond, WCT, USA                    | koberec   | Ross Case      | Wojtek Fibak Tom Okker           | 4–6, 4–6                  |
| Finalista | 13. | 1977 | Toronto, WCT, Kanada                  | koberec   | Ross Case      | Wojtek Fibak Tom Okker           | 4–6, 1–6                  |
| Vítěz     | 17. | 1977 | Sydney, Austrálie                     | tvrdý (h) | John Newcombe  | Ross Case Geoff Masters          | 6–7, 6–3, 6–1             |
| Vítěz     | 18. | 1978 | Sydney, Austrálie                     | tvrdý (h) | John Newcombe  | Mark Edmondson John Marks        | 6–4, 6–3                  |